# Louis Auzoux
Louis Thomas Jérôme Auzoux, né le 7 avril 1797 à Saint-Aubin-d'Écrosville et mort le 6 mars 1880 à Paris 6e, est un médecin anatomiste français.
Internationalement connu comme créateur de nombreux modèles anatomiques utilisés dans l'enseignement de la médecine humaine et vétérinaire, il a aussi conçu des modèles botaniques.

## Biographie
Né dans une famille d'agriculteurs de Normandie, il fait ses études à Bernay et  obtient le baccalauréat en 1817. Il rejoint Paris pour faire des études de médecine. En 1818, il est externe dans le service de chirurgie du docteur Guillaume Dupuytren. En 1820, il devient interne dans l’hôpital des enfants dirigé par Alexis-René Baffos. Il se passionne pour l'anatomie et il expérimente des techniques de papier mâché pour construire des modèles anatomiques démontables. En 1822, il devient docteur en médecine avec une thèse sur l'anatomie de la vipère. De 1822 à 1825, il perfectionne sa technique au début sur des squelettes humains puis uniquement avec les pièces qu'il fabrique. En 1825, il réalise un modèle humain complet de 180 centimètres comprenant 66 pièces et présentant 356 détails anatomiques qui obtient un grand succès.
Pour répondre à la demande de copies, il établit en 1828 dans son village natal une fabrique de modèles, destinés à faciliter et à populariser l’étude de l’anatomie dans les écoles médicales du monde entier.
L’originalité du système qu’il a imaginé consiste dans la composition de pièces anatomiques artificielles, d’une exactitude rigoureuse, dont le principe est l'articulation d'une pièce anatomique en ses constituants élémentaires que l'observateur peut démonter et remonter à loisir pour en observer la forme, la taille et les rapports respectifs. Pour atteindre à son but, il a fait usage d’une pâte assez liquide pour prendre les empreintes les plus délicates sur les organes humains ou animaux. Soumise à des procédés de dessiccation spéciaux, cette pâte se prêtant parfaitement au coloriage acquérait une solidité qui assurait la durée des empreintes. Celles-ci représentaient alors des organes ou des parties d’organes, montables et démontables, lui permettant d’exposer le fonctionnement des corps en toute clarté.
Il a qualifié ce système d’« anatomie clastique ». Auzoux a exposé lui-même sa méthode, dans l’ouvrage intitulé : Leçons élémentaires d’anatomie et de physiologie, ou Description succincte des phénomènes physiques de la vie, etc., à l’aide de l’Anatomie clastique. Il ne s’est cependant pas borné à composer d’ingénieux modèles, mais a été lui-même un professeur d’anatomie des plus éminents.
On conçoit que certains organes de peu de volume ne pouvaient être démontables dans leurs proportions réelles, tels l’œil, l’oreille, le larynx, l’œuf humain, auxquels il a fait subir un grandissement notable. En vue d’aider à l’étude de l’anatomie des animaux, il s’est imposé la tâche de reproduire un type de chaque grande famille. C’est ainsi qu’il a composé un cheval comprenant deux cents pièces ; un dindon, un serpent, une vipère, un poisson (la perche de mer), un hanneton grossi (cinq cents fragments), une abeille grossie, un colimaçon comprenant six cents pièces.

### Principe de fabrication des modèles anatomiques
Le principe imaginé par le docteur Auzoux  a consisté dans la production d’une pâte de papier et de liège coulée dans des moules puis pressée, selon la technique dite du papier mâché. Pour les pièces simples et peu articulées, le plus souvent des agrandissements d’organe, il utilisait des moules en plâtre sur lesquels étaient placées successivement plusieurs couches de papier coloré enduit de colle. La colle humidifie le papier et lui fait épouser correctement les plus petits détails du moule ; les différentes couches permettent d’apporter la rigidité future de la pièce, en commençant par une couche de papier fin (env. 60 g/m2), puis en continuant avec des couches de papier plus fort (env. 125 g/m2). L’utilisation de papiers de couleurs différentes permettait de mieux se repérer entre les couches. Lorsque le relief était tourmenté, de petits fragments de papier déchiré permettaient de reproduire les plus petits détails. Plus de 12 couches de papier pouvaient être ainsi superposées. Le modèle brut ainsi obtenu était creux, léger et résistant.
Pour les pièces articulées, il imagina une pâte qui permettait d’acquérir la densité suffisante pour fixer des attaches, articuler les pièces entre elles et disposer des armatures métalliques pour les modèles de grande taille. Les moules utilisés étaient alors en alliage métallique. Les ouvriers réalisaient des coquilles cartonnées, plus fines que dans la technique précédente (3 à 4 couches de papier) puis y disposaient une pâte, la « terre », qui se composait de colle de farine, de papier finement déchiré, de filasse hachée, de blanc de Meudon et de poudre de liège, ce dernier composant étant réputé être l’élément essentiel à la réussite du moulage. Le moule était ensuite refermé et placé sous une presse qui, en plusieurs heures, compactait petit à petit la « terre » et l’étalait jusqu’aux plus minutieux détails.
L’usage de ce nouveau matériau a permis de mouler et de produire en série les modèles qui sont devenus abordables pour un plus large éventail d’institutions et de personnes. Ces techniques sont exposées au Musée de l'écorché d'anatomie au Neubourg.

### L'usine de fabrication des pièces anatomiques de Saint-Aubin-d'Écrosville

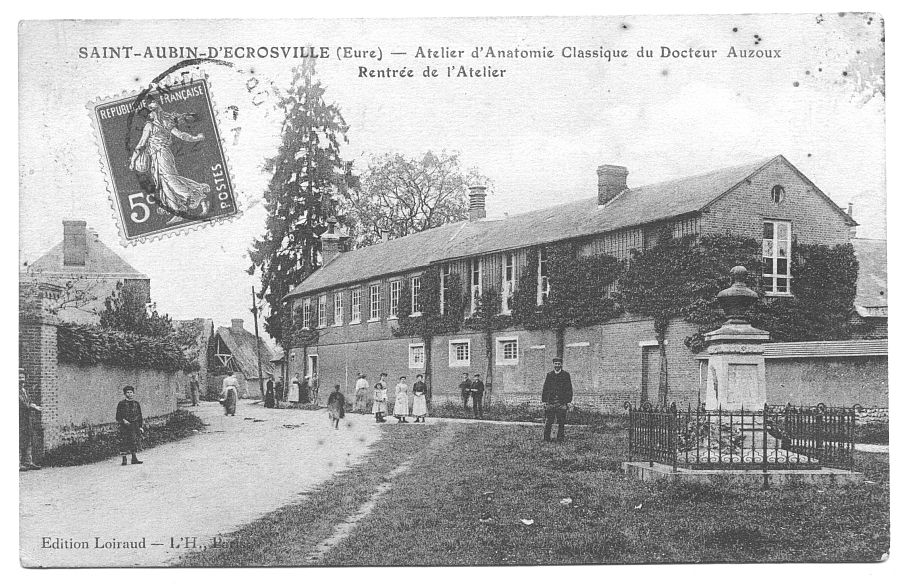
Ateliers du Dr Louis Auzoux à Saint-Aubin-d'Écrosville.

Le succès considérable rencontré en France et à l'étranger par ses reproductions anatomiques d'une technicité et d'une précision inégalées l’ont amené à créer en 1828 une usine de production dans son village natal.
En 1831, il s’est rendu à Londres pour effectuer la démonstration de ses modèles et les proposer comme solutions possibles aux problèmes d’approvisionnement en cadavres à disséquer en Angleterre. Ses modèles ont généralement été bien reçus, tant dans la presse médicale que dans la presse générale. Le roi a même ordonné qu’un exemplaire soit envoyé au King’s College nouvellement créé à Londres.
Rapidement, les effectifs augmentèrent et, en 1868, plus de quatre-vingts personnes étaient nécessaires pour assurer la production des centaines de pièces expédiées chaque année dans le monde entier. En 1833 il créa un magasin au 8 rue du Paon, à Paris, qui se chargea aussi des expéditions de pièces en province et à l’étranger. À sa mort il laissait une collection exceptionnelle de pièces d’anatomie clastique internationalement reconnue et une fabrique prospère. En raison de la concurrence et de la multiplication des moyens d’apprentissage de l’anatomie (photographies, vidéos, internet, plastination, …), l’usine Auzoux passa dans les années 1980 à la fabrication de modèles en résine moins onéreux. Elle ferma définitivement au début des années 2000.
Ses papiers personnels sont conservés aux Archives nationales sous la cote 242AP.

### Modèles botaniques

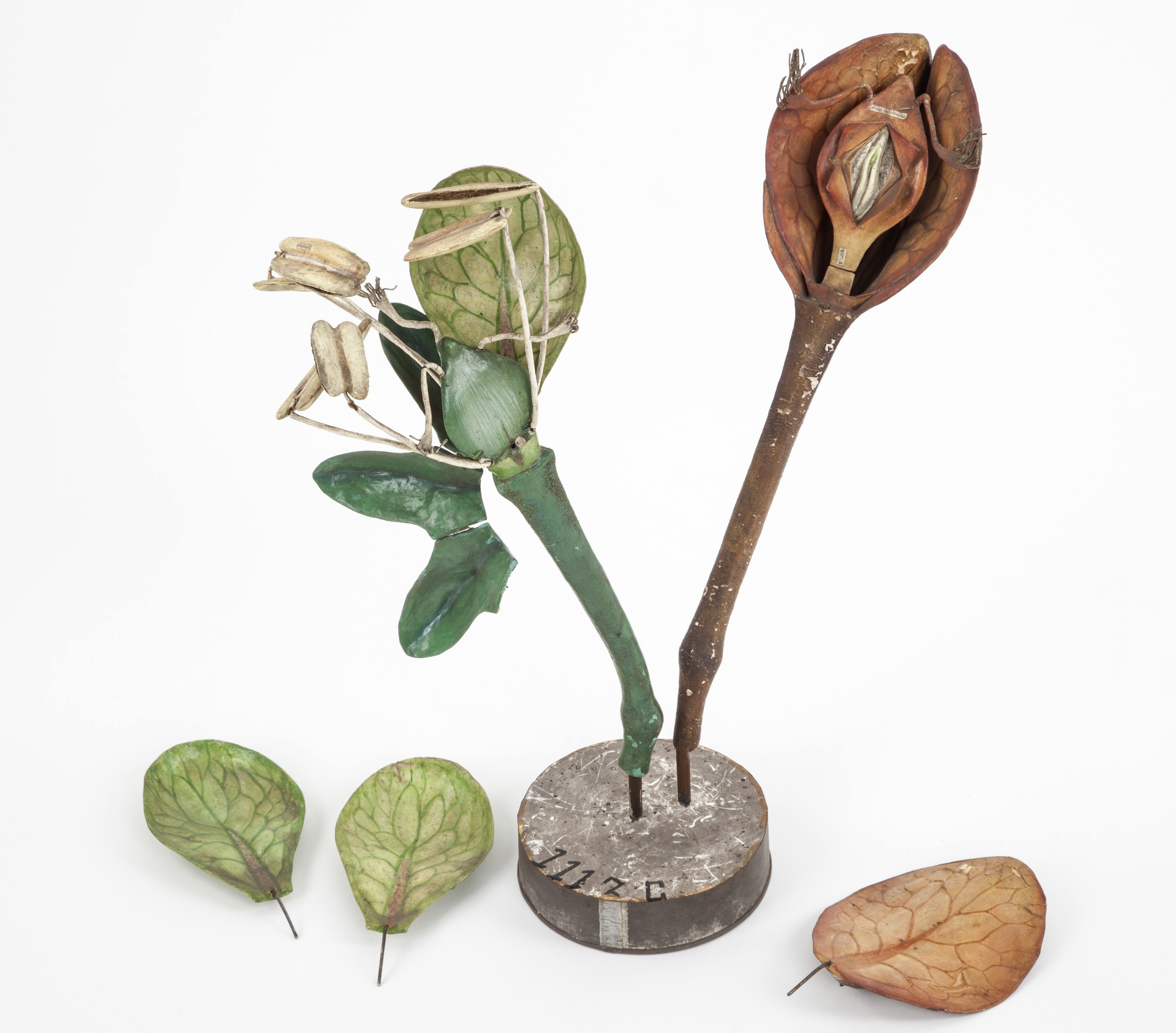
Modèle de fleur, fruit et graines de Rumex.

Dès 1860, Auzoux diversifie la production de l'usine de Saint-Aubin et commence à produire des modèles botaniques entièrement démontables – plantes à fleurs, graines, champignons – qui répondent aux besoins de l'enseignement,.

## Distinctions
- Officier de la Légion d'honneur
- Chevalier de l'ordre de Saint-Grégoire-le-Grand

## Utilisation des modèles dans l'enseignement
Les modèles anatomiques du docteur Auzoux sont exposés dès 1822 à l'Académie royale de médecine à Paris dès 1822.

## Modèles Auzoux dans des collections publiques
Ses modèles ont été acquis par de nombreux établissements d'enseignement, facultés de médecine et écoles vétérinaires, non seulement en France, mais aussi dans d'autres pays d'Europe, ainsi qu'aux États-Unis et en Asie, notamment au Japon et en Inde. Devenus pièces de collection, ces modèles, désormais inutilisés pour l'enseignement, sont aujourd'hui principalement conservés dans des musées.

### France

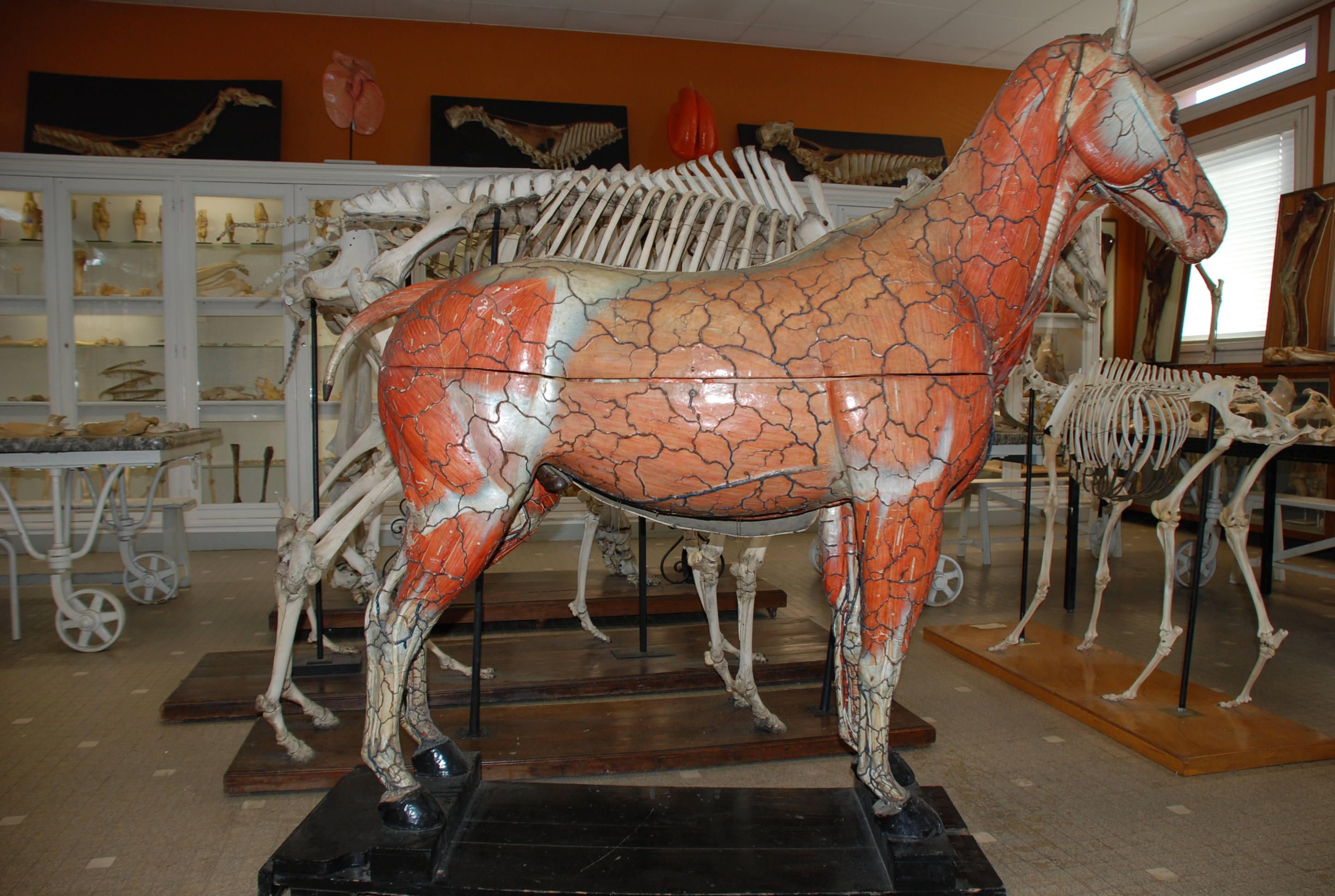
Le modèle de cheval complet de l'École nationale vétérinaire de Toulouse.

- Le musée de l'écorché d'anatomie du Neubourg, situé à proximité de l'usine des établissements Auzoux, conserve un fonds important d'objets et de documents sur cette entreprise et notamment d'impressionnants écorchés humains[15].
- Le musée Fragonard de l'École vétérinaire de Maisons-Alfort conserve un modèle de cheval[16],[17].

Christophe Degueurce, professeur d'anatomie et directeur du musée Fragonard de l'École vétérinaire de Maisons-Alfort, a dirigé le travail de la thèse vétérinaire de Guillaume Ruiz consacrée à Louis Auzoux. Dans cette thèse consultable en ligne on trouvera les photographies de nombreux modèles anatomiques et zoologiques de Louis Auzoux. Une autre thèse vétérinaire consacrée plus particulièrement à l'entreprise Auzoux et à la diffusion internationale de ses œuvres a été soutenue en 2014 par Nicolas Chanal. Le cheval conservé de l'École vétérinaire de Maisons-Alfort a fait l'objet d'un diplôme en conservation-restauration en 2008 par Barbara Dumont à l'Institut National du Patrimoine, Paris.
- L'École nationale vétérinaire de Toulouse possède une importante collection de pièces anatomiques animalières et aussi humaines qui témoignent de l'enseignement de l'anatomie et de la zoologie tel qu'il était pratiqué autrefois[19].
- Le musée national de l'Éducation à Rouen conserve 32 modèles de botanique créés par les établissements Auzoux en 1877. Donnés au musée par le lycée Corneille de Rouen en 2007, ces modèles témoignent de l'usage scolaire de ces objets ainsi que de la reconnaissance alors nouvelle de l'enseignement de l'histoire naturelle[20].
- L'École supérieure du professorat et de l'éducation (ESPE) de Paris conserve une importe collection de modèles Auzoux qui ont été restaurés, documentés et photographiés en 3D[21].
- Le musée de Bretagne conserve une collection de modèles botaniques provenant de l'École nationale supérieure agronomique de Rennes[22].
- La préparation à l'agrégation des SV-STU de l'Université Paris-Sud  possède un écorché humain, un œil en papier mâché, et quelques autres modèles en plâtres provenant des établissements Auzoux. Ces objets sont conservés au sein d'un cabinet de curiosités créé en 2014, lors de la fête de la science[23].
- L'Université Lyon 1 possède plusieurs modèles Auzoux (botaniques, zoologiques) dans ses collections gérées par le CEntre de Ressources pour les Sciences de l'Évolution[24].
- L'université de Montpellier possède plus de 150 modèles anatomiques, dont certains classés Monuments historiques[25]
- L'ESPE d'Aquitaine possède plusieurs modèles (écorché, œil, cerveau etc.)[26].
- Le Muséum national d'histoire naturelle à Paris possède notamment un gorille en papier mâché daté de 1877[27]. Un autre exemplaire de gorille, réalisé d’après dissection d’un exemplaire réel, en possession de la libraire Alain Brieux en 2012, a fait l'objet d'une étude détaillée[28].
- Le lycée Gambetta de Tourcoing possède une belle collection qui a fait l'objet d'une étude[29] et d'un ouvrage [30] du service régional d'inventaire des Hauts de France.
- Le lycée Colbert (Paris) possède une collection de modèles anatomiques et naturalistes du Dr Auzoux. Ces modèles étaient réalisés avec du papier mâché, en superposant des couches de papier pour former une structure creuse qui pouvait, en changeant les couleurs du papier, donner une apparence réaliste ou symboliser le fonctionnement des organes[31].
- L'université Rennes-I possède quelques éléments signés Auzoux. Une enquête du Ministère de l'Instruction publique et des Beaux-arts de 1884 signale la présence dans les collections de zoologie de 32 pièces Auzoux (anatomie clastique et modèles en cire)[32].

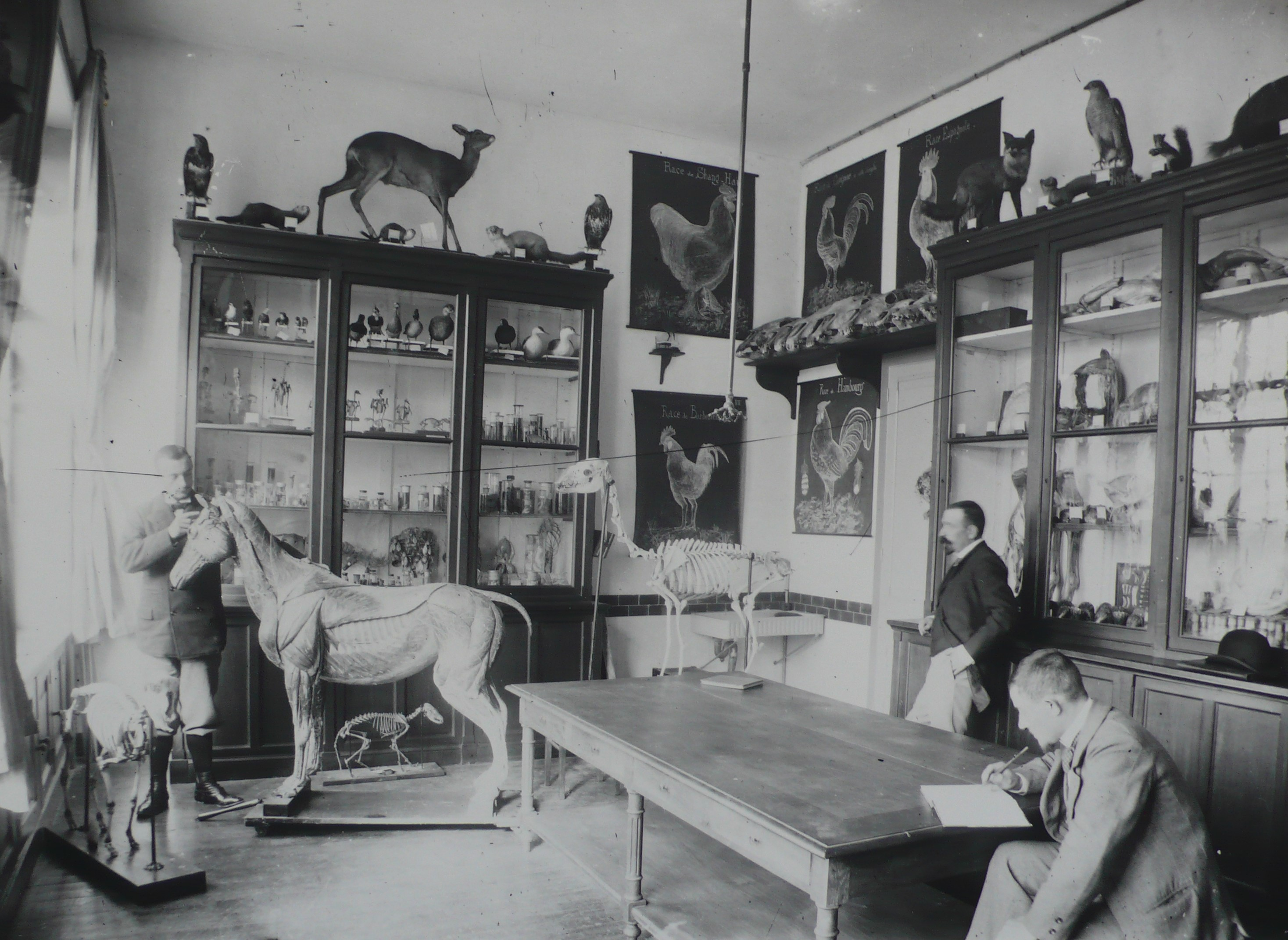
Examen de zootechnie en 1915, à l'École nationale d'agriculture de Rennes

- L'Institut agro Rennes-Angers possède en particulier dans ses collections un exemplaire anatomique équin du Dr Auzoux. L'exemplaire de Rennes, va être restauré en 2024, grâce au premier fonds de soutien aux métiers d'art[33] de la Fondation du patrimoine pour une dotation de 30 000 euros sur un budget prévisionnel de rénovation de 60 000 euros[34].

### Autres pays européens

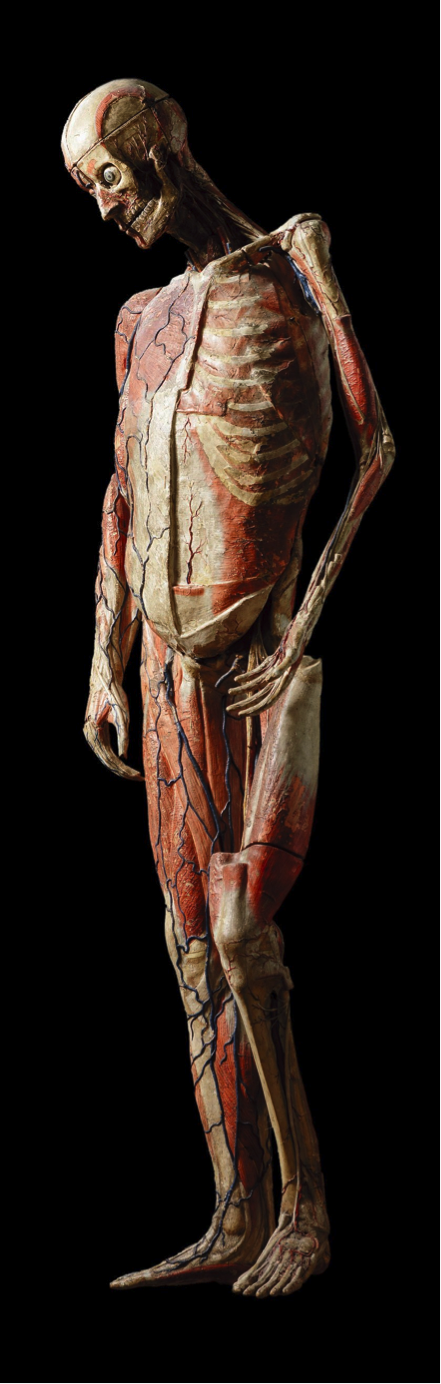
Le modèle de grand écorché du musée de la médecine de l'université de Bruxelles.

#### Belgique
Le Musée de la médecine de Bruxelles, qui conserve un modèle du « Grand Écorché », a organisé un colloque intitulé Les modèles d’anatomie clastique du Docteur Louis Auzoux (1797-1880) : Etude, restauration et mise en valeur en octobre 2016.
Le registre des pièces conservées dans le cabinet d’anatomie humaine de l'université de Liège établi en 1854 mentionne que l’institution possède plusieurs modèles d'anatomie parmi lesquels « un larynx de grandes dimensions, cartilages, muscles, vaisseaux et nerfs - Acheté chez le Dr Auzoux, Paris, 1841 » et « une moitié de tête de grandes dimensions montrant la base du crâne, l’œil, l’oreille, les fosses nasales, la bouche, la langue, le pharynx, le larynx », acquise en 1843, ainsi qu'un œil, un ensemble larynx-bronches, ou encore un cœur de fœtus ; la trace de ces pièces anatomiques semble toutefois perdue, mais l'université de Liège possède encore trois modèles de champignons de la série du docteur Auzoux.

#### Grande-Bretagne
Le Musée Whipple d'histoire des sciences de l'université de Cambridge conserve une collection comportant un modèle d'écorché de 60 cm, un modèle de fœtus humain, un modèle de hanneton, un modèle de mûre et un modèle de champignon (Russula emetica). Plusieurs autres modèles sans marque de fabricant sont aussi présumés être des modèles Auzoux.
Le musée d'anatomie de la faculté de médecine et de médecine vétérinaire de l'université d'Édimbourg possède aussi plusieurs modèles.

#### Italie
Le Musée Luigi Rolando (it) de Turin possède un écorché de Louis Auzoux, datant de 1830 et composé de 129 pièces.

#### Pays-Bas
Des modèles du docteur Auzoux font partie des collections du Musée Boerhaave à Leyde.

#### Suisse
Un écorché anatomique du Dr Auzoux se trouvait à Yverdon, au collège mixte Pestalozzi. Il figure aujourd'hui dans les collections du Musée cantonal d'archéologie et d'histoire de Lausanne.

### États-Unis

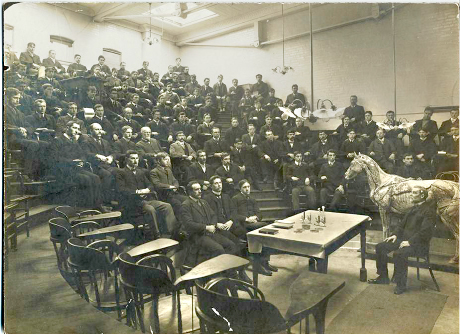
Le professeur James Law en conférence à l'université Cornell assis à côté du cheval d'Auzoux.

En 1867, un docteur américain remarque que « tout le monde connaît le nom du docteur Auzoux, le célèbre fabricant de modèles anatomiques dont les mannequins traversent l’Atlantique pour se retrouver dans chaque école de médecine aux États-Unis. »
Une photo datant de 1894 montre James Law, fondateur du Cornell University College of Veterinary Medicine, en conférence dans un amphithéâtre assis à côté du cheval du docteur Auzoux.
Le Musée national d'histoire naturelle des États-Unis possède une série de modèles d'anatomie humaine.

### Japon
Un modèle d'œil humain a été acquis en 1868 par la faculté de médecine de l'université de Tokyo.

## Hommages, postérité

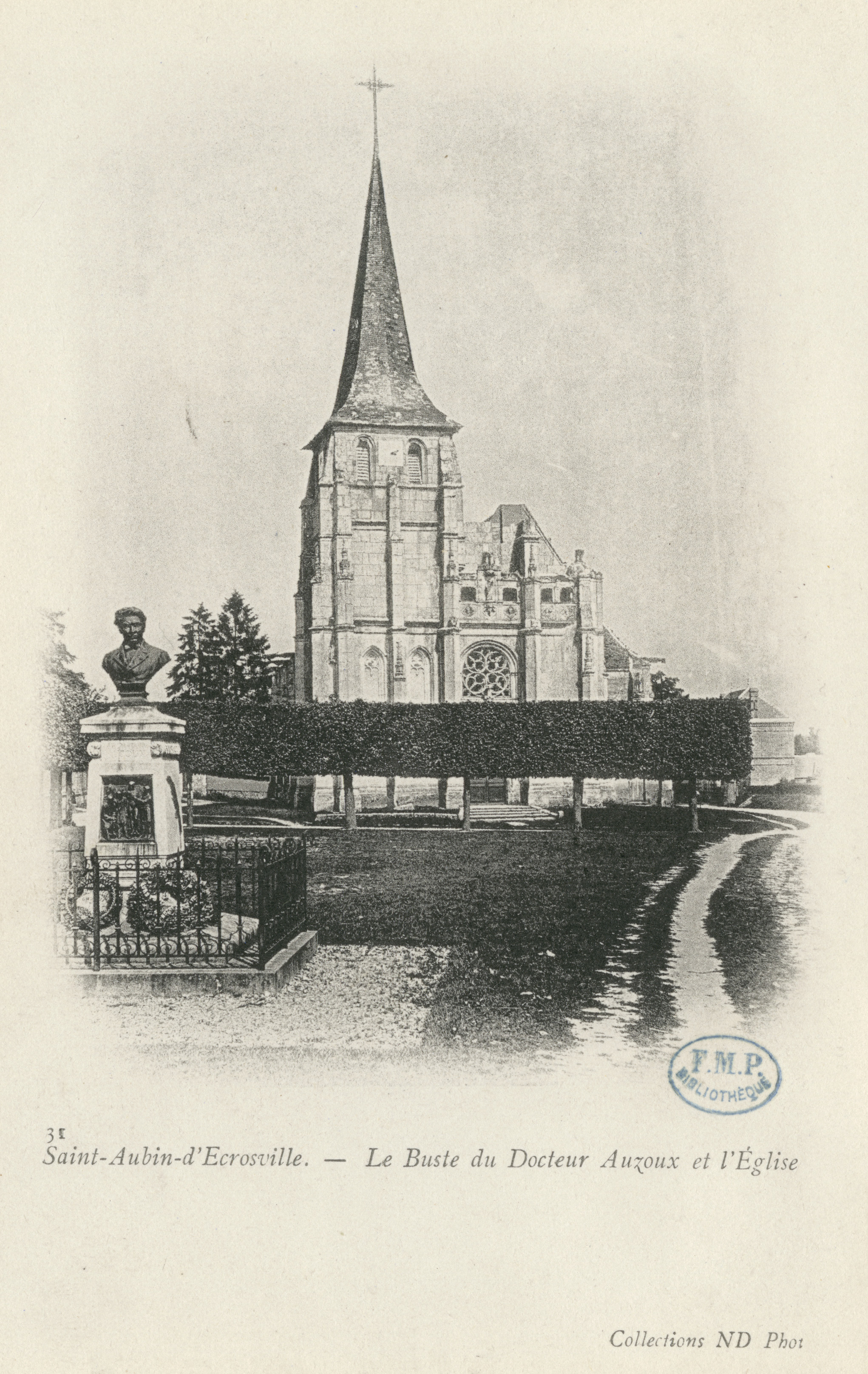
Le monument Auzoux, devant l'église de Saint-Aubin-d'Écrosville.

Un monument avec un buste en bronze le représentant, réalisé par Louis-Émile Décorchemont, est inauguré en 1890, place de l'église à Saint-Aubin-d'Écrosville.
Le monument qui lui a été érigé sur la place de l’Eglise, à Saint-Aubin, en face de ses ateliers de fabrication, est le produit d’une souscription, ouverte sur l’initiative de la Société libre d'agriculture, sciences, arts et belles-lettres de l'Eure.
L’inauguration du monument a eu lieu le 18 mai 1890, sous la présidence de M. Halley, maire de Saint-Aubin. Prirent place sur l’estrade d’honneur MM. Izarn, vice-président de la Société libre de l’Eure, représentant le préfet du département ; Mme veuve Auzoux ; M. Tillot, sous-préfet de Louviers ; le docteur Fortin, président de l’Association des médecins de l’Eure ; 11. le docteur Semelaigne, de Paris ; Milliard, sénateur ; Thorel, député, conseiller général ; l’abbé Aubry, curé de Saint-Aubin ; Ferray, président du tribunal de commerce d’Evreux ; Ducy, maire d’Évreux ; Léon Petit, secrétaire de la Société libre de l’Eure ; Lelellier-Alaboisselle, trésorier ; Charpentier, Piélon, Lecointe, Bove, Cauët, Hay, Toussin et Tastemain, délégués de la Société ; Hector Auzoux, etc. Les discours d’usage ont été prononcés par AI, Halley, Izarn, Semelaigne qui a rappelé, dans les plus grands détails, sa vie de labeur. Après ce discours, Hector Auzoux, directeur des établissements de Saint-Aubin, son neveu, a remercié les souscripteurs et la municipalité d’avoir honoré la mémoire de l’illustre professeur d’anatomie qui fut, en même temps, le bienfaiteur de sa commune. Un banquet de 140 couverts a terminé la fête d’inauguration. Sous le régime de Vichy, le buste est déboulonné et fondu dans le cadre de la mobilisation des métaux non ferreux ; le bas-relief, à la base du monument, représentant le docteur Auzoux donnant un cours d’anatomie est inséré dans un nouveau monument.

## Publications
- Anatomie clastique du Dr Auzoux : tableau synoptique du cheval, Paris, l'auteur, 1845, 52 p., 1 vol. ; in-8° (lire en ligne sur Gallica).
- Leçons élémentaires d'anatomie et de physiologie humaine et comparée, Paris, Labé & J. Dumaine, 1858, 2e éd., xv-448, 1 vol. ; in-8° (lire en ligne sur Gallica).